# إسحاق درويش
إسحاق درويش (1896-1974) سياسي فلسطيني ولد عام 1896 في القدس. تلقى تعليمه في المرحلة الابتدائية في القدس، والمرحلة الثانوية في بيروت، وقد تخرخ من الكلية الحربية في تركيا. وهو ابن شقيقة مفتي فلسطين محمد أمين الحسيني. 

## حياته
التحق إسحاق مصطفى درويش بالحركة الوطنية الفلسطينية بعد الانتداب البريطاني على فلسطين عام 1920. وساند اللاجئين العرب، إذ كان حلقة وصل بينهم وبين أمين الحسيني، وتنقل بين العراق، ولبنان، وأوروبا، ومصر، كونه اتبع نشاطات سياسية مختلفة في هذه الدول، كما أنه شارك في المفاوضات بين دول المحو إيطاليا وألمانيا باستلامه الملف السوري. 

## الوظائف والمناصب
- شارك في تأسيس (النادي العربي) عام 1918.
- أحيا كلية روضة المعارف الوطنية.
- عين كسكرتير أول للجمعية الإسلامية المسيحية في القدس.
- عضوا ناشطا في المؤتمرات السياسية الفلسطينية.
- حاز على رتبة ضابط احتياطي في الجيش العثماني.
- من مؤسسي الحزب العربي الفلسطيني ولجنته التنفيذية عام 1935.
- عضوا في لجنة الجهاد المركزية التي كانت تدير الثورة الفلسطينية الكبرى عام (1936-1939).

- عضوا في الهيئة العربية العليا منذ تأسيسها عام 1946.
- من مؤسسي (الهيئة الإسلامية العليا) عام 1967.
- عضوا في اللجنة القومية التي قادت الشعب الفلسطيني في النكبة.
- مديرا لدار الأيتام الإسلامية في القدس.

- المسؤول المالي في ثورة رشيد عالي الكيلاني.[3]